# Centrerat heptagontal
Centrerat heptagontal är ett centrerat polygontal som representerar en heptagon med en punkt i mitten, och som byggs vidare av punkter kring den. Det centrerade heptagontalet för n ges av formeln:
{\displaystyle {7n^{2}-7n+2} \over 2}
Detta kan också beräknas genom att multiplicera triangeltalet för (n - 1) med 7 och sedan addera produkten med 1.
De första centrerade heptagontalen är:
1, 8, 22, 43, 71, 106, 148, 197, 253, 316, 386, 463, 547, 638, 736, 841, 953, … (talföljd A069099 i OEIS)
I basen 10 följer den sista siffran i de centrerade heptagontalen mönstret udda-jämn-jämn-udda.

## Centrerade heptagonprimtal
Ett centrerat heptagonprimtal är ett centrerat heptagontal som är primtal. De första centrerade heptagonprimtalen är:
43, 71, 197, 463, 547, 953, 1471, 1933, 2647, 2843, 3697, … (talföljd A144974 i OEIS)